# کایزر چیفز
کایزر چیفز (به انگلیسی: Kaiser Chiefs) نام یک گروه موسیقی ایندی راک بریتانیایی است که در سال ۲۰۰۳ در لیدز شکل گرفت. این گروه نام خود را از باشگاه فوتبال کایزر چیفس آفریقای جنوبی اخذ کرده‌است.